# 高宮駅 (滋賀県)
高宮駅（たかみやえき）は、滋賀県彦根市高宮町にある、近江鉄道の駅である。駅番号はOR07。

## 利用可能な鉄道路線
- 近江鉄道
  - 本線[2]
  - 多賀線[2]

両線のダイヤは一体的に運用されており、本線の米原方面と、多賀線の多賀大社前方面間を相互に直通する便もある。
これにより、本線を含む当駅止まりの電車に乗車しても、他方面への別の電車との接続がほぼ考慮されているため、短時間で乗り換えられることが多い。また、高宮駅では運転士が乗り換えの案内を行っている（運転士の案内放送は当駅と八日市駅でのみ実施）。

## 歴史
- 1898年（明治31年）6月11日：彦根駅 - 愛知川駅間の開業と同時に営業開始[2][4]。
- 1914年（大正3年）3月8日：当駅 - 多賀駅（現・多賀大社前駅）間が開業[5]。
- 2002年（平成14年）3月29日：新駅舎（高宮駅コミュニティセンターを併設）が開業[6]。
- 2022年（令和4年）2月7日：多賀大社駅発米原駅行きの電車が駅構内で脱線[7]。

## 駅構造
単式・島式複合型2面3線のホームを有する地上駅。平日は朝夕、休日は午前中有人駅となる。駅舎は西側の1番線側にあり、扇形の2・3番線島式ホームへは構内踏切で連絡している。また、1・2番線の間には中線もある。3番線は急カーブ上にあり、以前は20 ｍ級の車両である800系や700系は入線できなかったが、2000年（平成12年）にホームの急カーブの緩和工事を行い入線できるようになっている。また2013年（平成25年）に登場した900形、100形は連結面の裾角の切り欠きが実施されておらず、3番線に入線するとホームと接触するためホームが再び削られた。これによりホームと車両の隙間が広くなり、注意喚起のためホームの先端部分には赤色のテープが貼られホーム上の柱には注意を促す紙が貼られるようになった。このほか、3番線の東側には使用されていないホームの跡と多くの留置線があり、使われていない貨車が置かれていた。3000系も譲受してから改造されるまで置かれていた。

### のりば
| 番線 | 路線                        | 方向 | 行先           |
| ---- | --------------------------- | ---- | -------------- |
| 1    | ■本線（彦根・多賀大社線）   | 上り | 米原方面       |
| 2    | ■本線（湖東近江路線）       | 下り | 貴生川方面     |
| 3    | ■本線（彦根・多賀大社線）   | 上り | 米原方面       |
| 3    | ■多賀線（彦根・多賀大社線） | -    | 多賀大社前方面 |

付記事項
- 1・2番線では、本線の列車が上下線とも両方向へ入線・発車できる[8]。
- 3番線は、多賀線経由の電車が上下両方向に入線・発車できる[8]。なお、多賀線経由の列車は必ず3番線を通ることになる[8]。
- 地元では「た」を高く発音して「たかみや」と呼ばれており、以前は車内放送もこれに準拠していた。

駅舎について
- 開業以来、長年にわたって使用されていた駅舎は解体され、2002年（平成14年）3月末にコミュニティセンターを併設した瓦葺きの数寄屋造りに建て替えられた[2]が、年季のある旧ホームの上屋や待合室、「のりかへ」と書かれた案内看板はかつてのまま残されている。

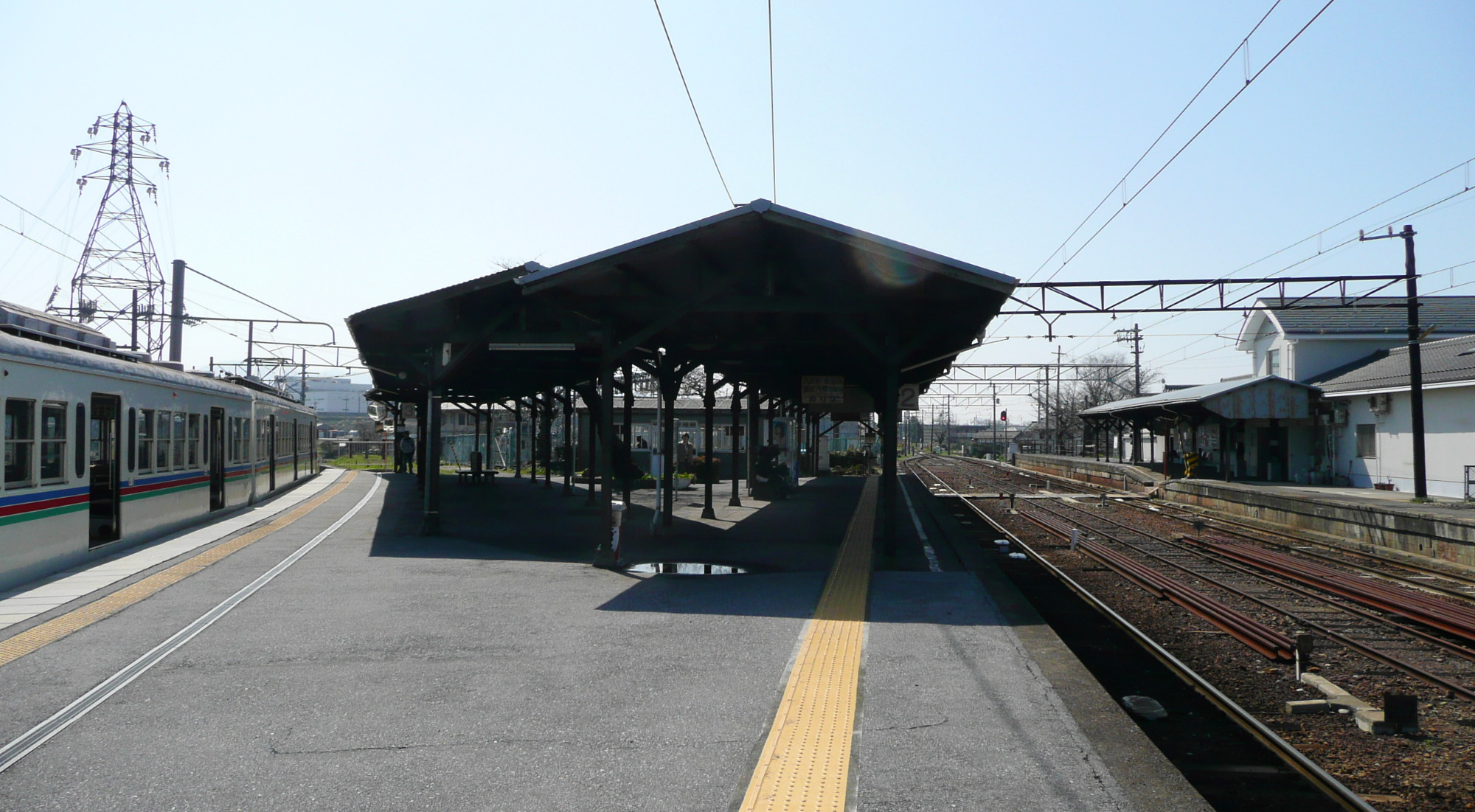
本線下り・多賀線ホーム（2008年3月）
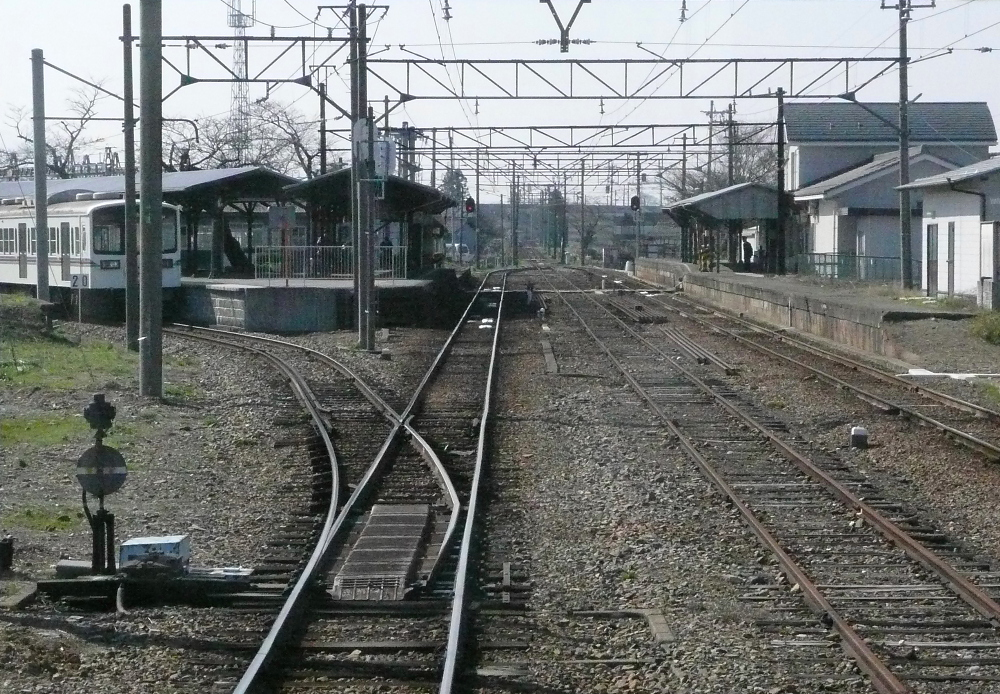
米原方面から見た構内（2008年3月）

## 利用状況
近年の1日平均乗車人員の推移は下記のとおり。(彦根市統計書より)
| 年度   | 一日平均 乗車人員 |
| ------ | ----------------- |
| 2003年 | 137               |
| 2004年 | 162               |
| 2005年 | 173               |
| 2006年 | 226               |
| 2007年 | 265               |
| 2008年 | 142               |
| 2009年 | 140               |
| 2010年 | 152               |
| 2011年 | 146               |
| 2012年 | 134               |
| 2013年 | 126               |
| 2014年 | 134               |
| 2015年 | 134               |
| 2016年 | 141               |
| 2017年 | 152               |
| 2018年 | 163               |
| 2019年 | 158               |

## 駅周辺

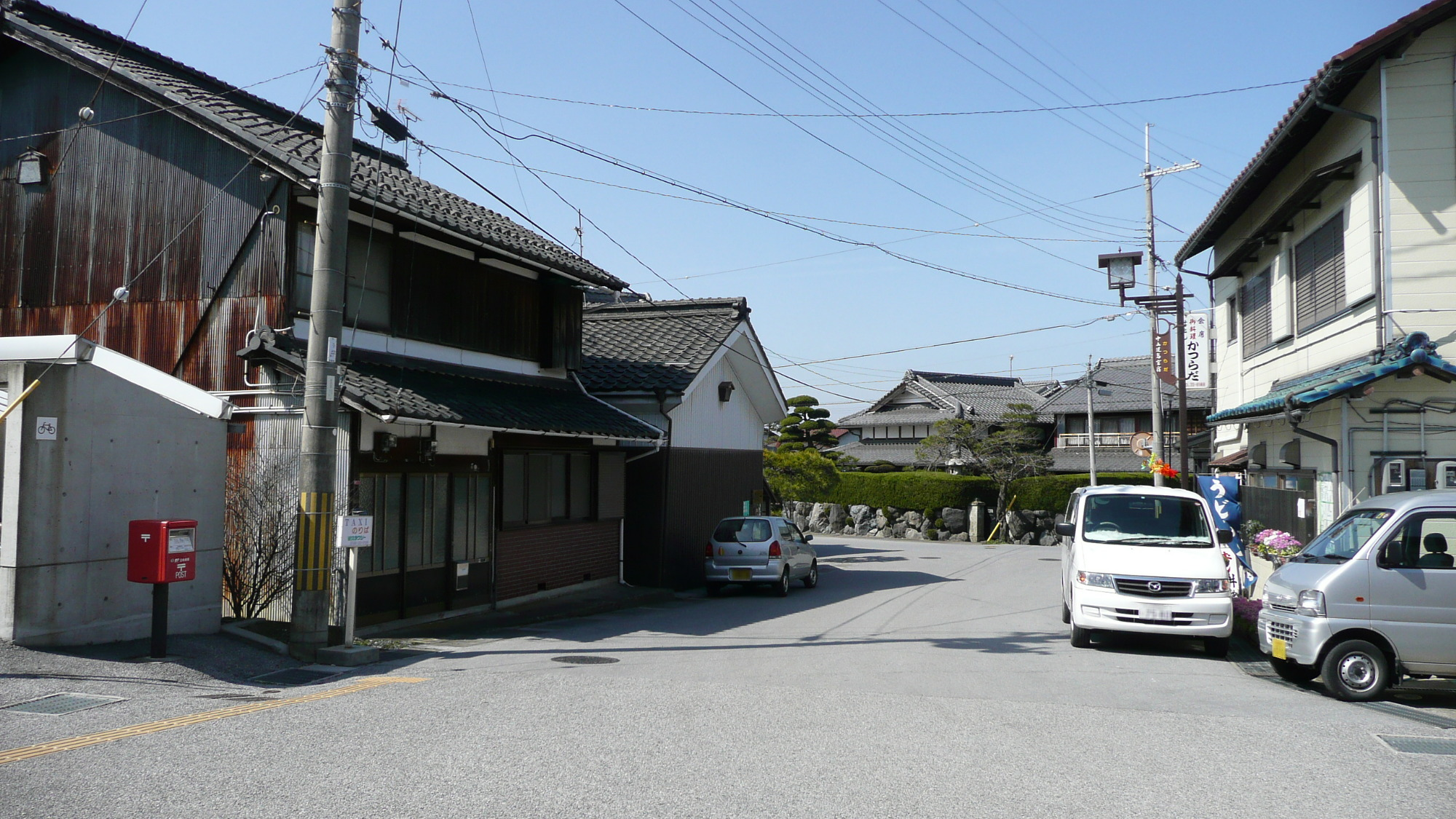
駅前（2008年3月）

駅西側の中山道沿いを中心に住宅地があるが、東側はのどかな田園地帯が広がる。
- 彦根市役所高宮出張所
- 彦根市立高宮小学校
- 彦根市立高宮幼稚園
- 高宮神社
- 国道8号
- 滋賀県道223号高宮停車場線
- 滋賀県道224号多賀高宮線
- 中山道高宮宿
- 高宮郵便局
- ビバシティ彦根
- フタバヤ彦根店

## タクシー路線
「愛のりタクシー」と呼ばれるデマンドタクシーの各路線が乗り入れる。
高宮駅前
- 愛のりタクシーたが[15]
  - 河内線
    - 市立病院 / 山女原（）

  - 大君ヶ畑線
    - 市立病院 / 大君ヶ畑奥

  - 萱原（）線
    - 市立病院 / おしどりの里

- 愛のりタクシーこうら[16]
  - 甲良線
    - 市立病院 / 豊郷駅

## その他
- 当駅は2012年（平成24年）2月11日に公開された、映画『逆転裁判』のロケ地の1つとなった[17]。

## 隣の駅
近江鉄道
本線（■彦根・多賀大社線・■湖東近江路線）
彦根口駅 (OR06)  - 高宮駅 (OR07)  - 尼子駅 (OR10)
多賀線（■彦根・多賀大社線）
高宮駅 (OR07)  - スクリーン駅 (OR08)

### 記事本文